# العلاقات الكاميرونية الغيانية
العلاقات الكاميرونية الغيانية هي العلاقات الثنائية التي تجمع بين الكاميرون وغيانا.

## مقارنة بين البلدين
هذه مقارنة عامة ومرجعية للدولتين:
| وجه المقارنة                                              | الكاميرون                      | غيانا        |
| --------------------------------------------------------- | ------------------------------ | ------------ |
| المساحة (كم2)                                             | 475.44 ألف                     | 214.97 ألف   |
| عدد السكان (نسمة)                                         | 24.05 مليون                    | 777.86 ألف   |
| الكثافة السكانية (ن./كم²)                                 | 50.58                          | 3.62         |
| العاصمة                                                   | ياوندي                         | جورج تاون    |
| اللغة الرسمية                                             | لغة فرنسية، لغة إنجليزية       | لغة إنجليزية |
| العملة                                                    | فرنك وسط أفريقي                | دولار غياني  |
| الناتج المحلي الإجمالي (بليون دولار)                      | 34.80 مليار                    | 3.68 مليار   |
| الناتج المحلي الإجمالي (تعادل القوة الشرائية) بليون دولار | 72.72 مليار                    | 5.77 مليار   |
| الناتج المحلي الإجمالي الاسمي للفرد دولار أمريكي          | 1.22 ألف                       | 4.13 ألف     |
| الناتج المحلي الإجمالي للفرد دولار أمريكي                 | 2.97 ألف                       |              |
| مؤشر التنمية البشرية                                      | 0.512                          |              |
| رمز المكالمات الدولي                                      | +237                           | +592         |
| رمز الإنترنت                                              | .cm                            | .gy          |
| المنطقة الزمنية                                           | توقيت غرب أفريقيا، ت ع م+01:00 | 00           |

## منظمات دولية مشتركة
يشترك البلدان في عضوية مجموعة من المنظمات الدولية، منها:
| علم المنظمة | اسم المنظمة                                 | تاريخ انضمام الكاميرون | تاريخ انضمام غيانا |
| ----------- | ------------------------------------------- | ---------------------- | ------------------ |
|             | مؤسسة التنمية الدولية                       | 10 أبريل 1964          | 4 يناير 1967       |
|             | يونسكو                                      | 11 نوفمبر 1960         | 21 مارس 1967       |
|             | وكالة ضمان الاستثمار متعدد الأطراف          | 7 أكتوبر 1988          | 18 يناير 1989      |
|             | الأمم المتحدة                               | 20 سبتمبر 1960         | 20 سبتمبر 1966     |
|             | مجموعة دول أفريقيا والكاريبي والمحيط الهادئ | ?                      | ?                  |
|             | دول الكومنولث                               | ?                      | ?                  |
|             | الاتحاد البريدي العالمي                     | ?                      | ?                  |
|             | البنك الدولي للإنشاء والتعمير               | 10 يوليو 1963          | 26 سبتمبر 1966     |
|             | الاتحاد الدولي للاتصالات                    | 22 ديسمبر 1960         | 8 مارس 1967        |
|             | منظمة حظر الأسلحة الكيميائية                | ?                      | ?                  |
|             | مؤسسة التمويل الدولية                       | 1 أكتوبر 1974          | 4 يناير 1967       |
|             | المركز الدولي لتسوية المنازعات الاستشارية   | 2 فبراير 1967          | 10 أغسطس 1969      |
|             | منظمة التجارة العالمية                      | ?                      | ?                  |
|             | منظمة الشرطة الجنائية الدولية               | ?                      | ?                  |

## وصلات خارجية
- موقع وزارة الخارجية الكاميرونية
- موقع وزارة الخارجية الغيانية